# District de Pont-Saint-Esprit
Le district de Pont-Saint-Esprit est une ancienne division territoriale française du département du Gard de 1790 à 1795.
Il était composé des cantons de Pont-Saint-Esprit, Bagnols, Barjac, Cornillon et Roquemaure.